# 烏任湖
58°2′33″N 33°20′13″E / 58.04250°N 33.33694°E

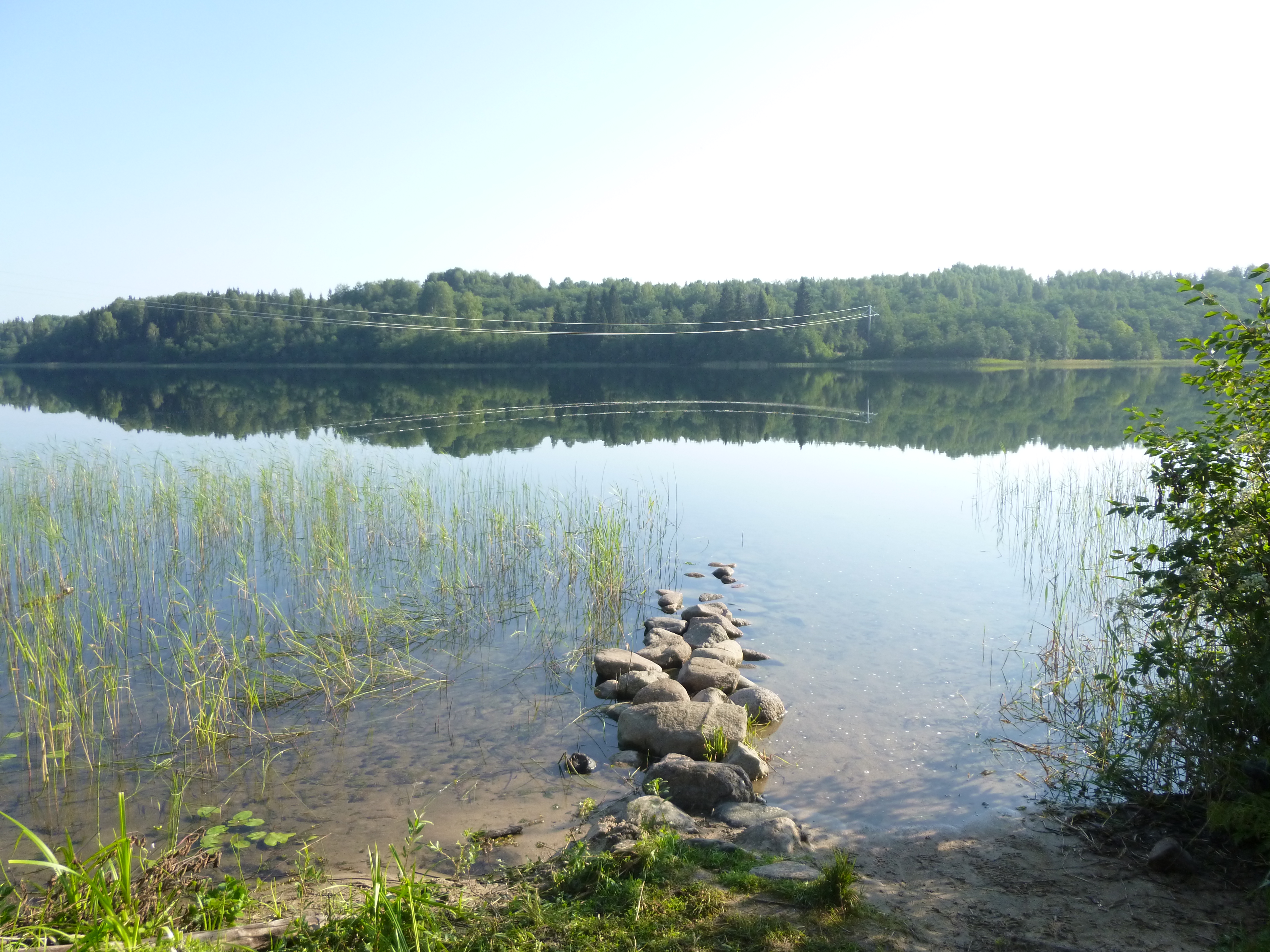

烏任湖（俄语：Ужин），是俄羅斯的湖泊，位於該國西北部，由諾夫哥羅德州負責管轄，長15公里、寬1公里，面積8.8平方公里，海拔高度192.6米，集水區面積162平方公里，最大水深85米。